# Karamoko Dembélé
Karamoko Kader Dembélé (Lambeth, 22 febbraio 2003) è un calciatore inglese, attaccante o centrocampista del QPR.

## Biografia
Nato in Inghilterra da genitori ivoriani, all'età di quattro anni si è trasferito con la famiglia a Glasgow, in Scozia. Anche suo fratello maggiore Siriki è un calciatore professionista.

## Carriera

### Club
Nel 2013 è entrato a far parte del settore giovanile del Celtic. Il 24 dicembre 2018, all'età di 15 anni, ha firmato il suo primo contratto professionistico, valido fino al 2021. Ha esordito in prima squadra il 19 maggio 2019, disputando l'incontro di Scottish Premiership vinto per 2-1 contro gli Hearts.
Il 5 luglio 2022 firma un contratto quadriennale con il Brest.

### Nazionale
Tramite le sue origini, può rappresentare Scozia, Inghilterra e Costa d'Avorio.

## Statistiche

### Presenze e reti nei club
Statistiche aggiornate al 1° luglio 2025.
| Stagione        | Squadra         | Campionato      | Campionato | Campionato | Coppe nazionali | Coppe nazionali | Coppe nazionali | Coppe continentali | Coppe continentali | Coppe continentali | Altre coppe | Altre coppe | Altre coppe | Totale | Totale |
| Stagione        | Squadra         | Comp            | Pres       | Reti       | Comp            | Pres            | Reti            | Comp               | Pres               | Reti               | Comp        | Pres        | Reti        | Pres   | Reti   |
| --------------- | --------------- | --------------- | ---------- | ---------- | --------------- | --------------- | --------------- | ------------------ | ------------------ | ------------------ | ----------- | ----------- | ----------- | ------ | ------ |
| mag. 2019       | Celtic          | SP              | 1          | 0          | CS+CdL          | 0               | 0               | UCL+UEL            | -                  | -                  | -           | -           | -           | 1      | 0      |
| 2019-2020       | Celtic          | SP              | 1          | 0          | CS+CdL          | 0               | 0               | UCL+UEL            | 0+1                | 0                  | -           | -           | -           | 2      | 0      |
| 2020-2021       | Celtic          | SP              | 5          | 1          | CS+CdL          | 0               | 0               | UCL+UEL            | 0                  | 0                  | -           | -           | -           | 5      | 1      |
| 2021-2022       | Celtic          | SP              | 1          | 0          | CS+CdL          | 1+0             | 0               | UCL+UEL+UECL       | 0                  | 0                  | -           | -           | -           | 2      | 0      |
| Totale Celtic   | Totale Celtic   | Totale Celtic   | 8          | 1          |                 | 1               | 0               |                    | 1                  | 0                  |             | -           | -           | 10     | 1      |
| 2022-2023       | Brest           | L1              | 16         | 0          | CF              | 2               | 0               | -                  | -                  | -                  | -           | -           | -           | 18     | 0      |
| 2023-2024       | Blackpool       | FL1             | 39         | 8          | FACup+CdL       | 4+0             | 1+0             | -                  | -                  | -                  | FLT         | 4           | 0           | 47     | 9      |
| 2024-2025       | QPR             | FLC             | 23         | 3          | FACup+CdL       | 0+2             | 0               | -                  | -                  | -                  | -           | -           | -           | 25     | 3      |
| Totale carriera | Totale carriera | Totale carriera | 86         | 12         |                 | 9               | 1               |                    | 1                  | 0                  |             | 4           | 0           | 100    | 13     |

## Palmarès

### Club

#### Competizioni nazionali
- Campionato scozzese: 3

Celtic: 2018-2019, 2019-2020, 2021-2022